# Palmach
Palmach (Hebreiska: פלמ"ח, en akronym för Plugot Mahatz (Hebreiska: פלוגות מחץ), Stötkompanier) var Haganahs reguljära stridande styrka, Jishuvs inofficiella armé under det brittiska Palestinamandatet. Den bildades den 15 maj, 1941 och hade vid kriget 1948 vuxit till bl.a. tre stridande brigader. 
Kända kulturikoner som varit med i Palmach:
- Netiva Ben Yehuda - journalist, författare, programvärd på radio
- Shoshana Damari - sångare
- Haim Hefer - poet, författare
- Haim Guri - poet, författare
- Naomi Polani - sångare, skådespelare
- Moshe Shamir - författare, dramatiker
- Hannah Szenes (Senesh) - poet
- Dahn Ben Amotz - författare, journalist
- Shayke Ofir - skådespelare
- Zohara Levitov - Dagboksförfattare
- Alex Braverman - Skulptör

## Kända medlemmar i Palmach
- Högsta kommando:
  - Eliyahu Golumb - befälhavare för Haganah
  - Yitzhak Sadeh - befälhavare för Palmach
  - Giora Shanan - generallöjtnant i Palmach
  - David Nammeri - generallöjtnant i Palmach
  - Yohanan Retner - strategiofficer
  - Moshe Bar-Tikva - träningsofficer
  - Yitzhak Rabin
- Specialenheter befälhavare:
  - Shimon Koch Avidan - befälhavare för "Tyska departmentet"
  - Israel Ben-Yehuda - befälhavare för "Arabiska departmentet"
  - Yigal Allon - befälhavare för "Syriska departmentet"
- Kompanibefälhavare (under 1943):
  - Yigal Allon, Zalman Mars - Pluga Aleph befälhavare
  - Moshe Dayan, Meir Davidson, Uri Brener - Pluga Beth befälhavare
  - Uri Yafeh - Pluga Gimel befälhavare
  - Benjamin Goldstein Tzur - Pluga Dalet befälhavare
  - Abraham Negev - Pluga Hey befälhavare
  - Israel Livertovski, Shinon Koch Avidan - Pluga Vav befälhavare